# Rosewood, Florida
Rosewood är en ort i Levy County i delstaten Florida, USA. År 1923 dödades ett stort antal svarta personer här i Rosewoodmassakern och samhället brändes ned. Filmen Rosewood från 1997 i regi av John Singleton baserar sig på denna händelse.